# Ella Ehni

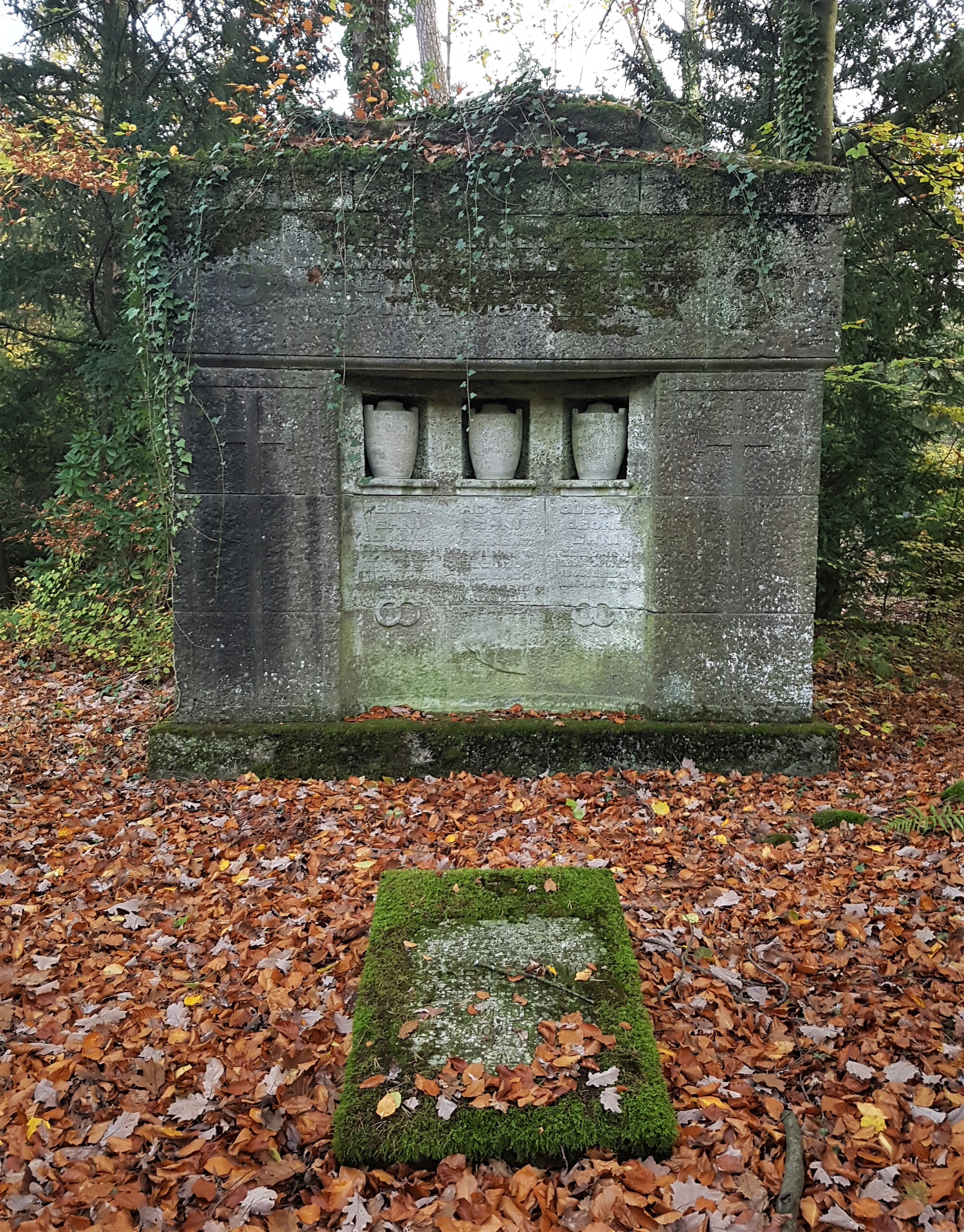
Grabstätte auf dem Stuttgarter Waldfriedhof

Ella Ehni, geb. Mayer, (* 17. März 1875 in Brooklyn; † 28. Januar 1952 in Zürich) war eine deutsche Politikerin (DDP).

## Leben und Wirken
Ella Ehni wurde 1875 als Tochter des Kaufmanns Gustav Adolf Mayer und seiner Frau Anna Maria in New York geboren. 1885 kehrte die Familie zurück nach Stuttgart.
Ella heiratete den zehn Jahre älteren Kaufmann Gustav Georg Ehni, mit dem sie den Sohn Gustav Adolf Ehni bekam. Nachdem der Sohn 1918 im Ersten Weltkrieg gefallen war und auch ihr Mann ein halbes Jahr später gestorben war, begann sie ihr politisches Engagement.
Schon während des Ersten Weltkriegs hatte sie Suppenküchen, Waisenhäuser und ein Studentinnenheim in Tübingen gegründet. Zudem hatte sie eine menschenfreundliche Reform der Frauengefängnisse unterstützt.
Sie saß von 1919 bis 1926 im Gemeinderat der Stadt Stuttgart und von 1920 bis 1924 war sie Abgeordnete der DDP im Landtag des freien Volksstaates Württemberg. Dabei forderte sie eine vermehrte politische Teilhabe der Frauen im Staat.
Den Vorsitz im Verbandes Württembergischer Frauenvereine hatte sie von 1921 bis 1930 inne.
Eines ihrer wichtigsten Anliegen war die Frauenbildung und das Frauenstudium. Daher hatte sie im Verwaltungsrat des Mädchengymnasiums in Stuttgart den Vorsitz übernommen.
Sie, die in New York geboren war, unternahm viele Reisen und warb für eine friedliche Welt.
Ihre amerikanische Staatsbürgerschaft erleichterte ihr, 1930 ihren Wohnsitz in Zürich zu nehmen.
Ihre letzte Ruhestätte fand Ehni in der Familiengrabstätte auf dem Waldfriedhof Stuttgart.